# Hypokaust

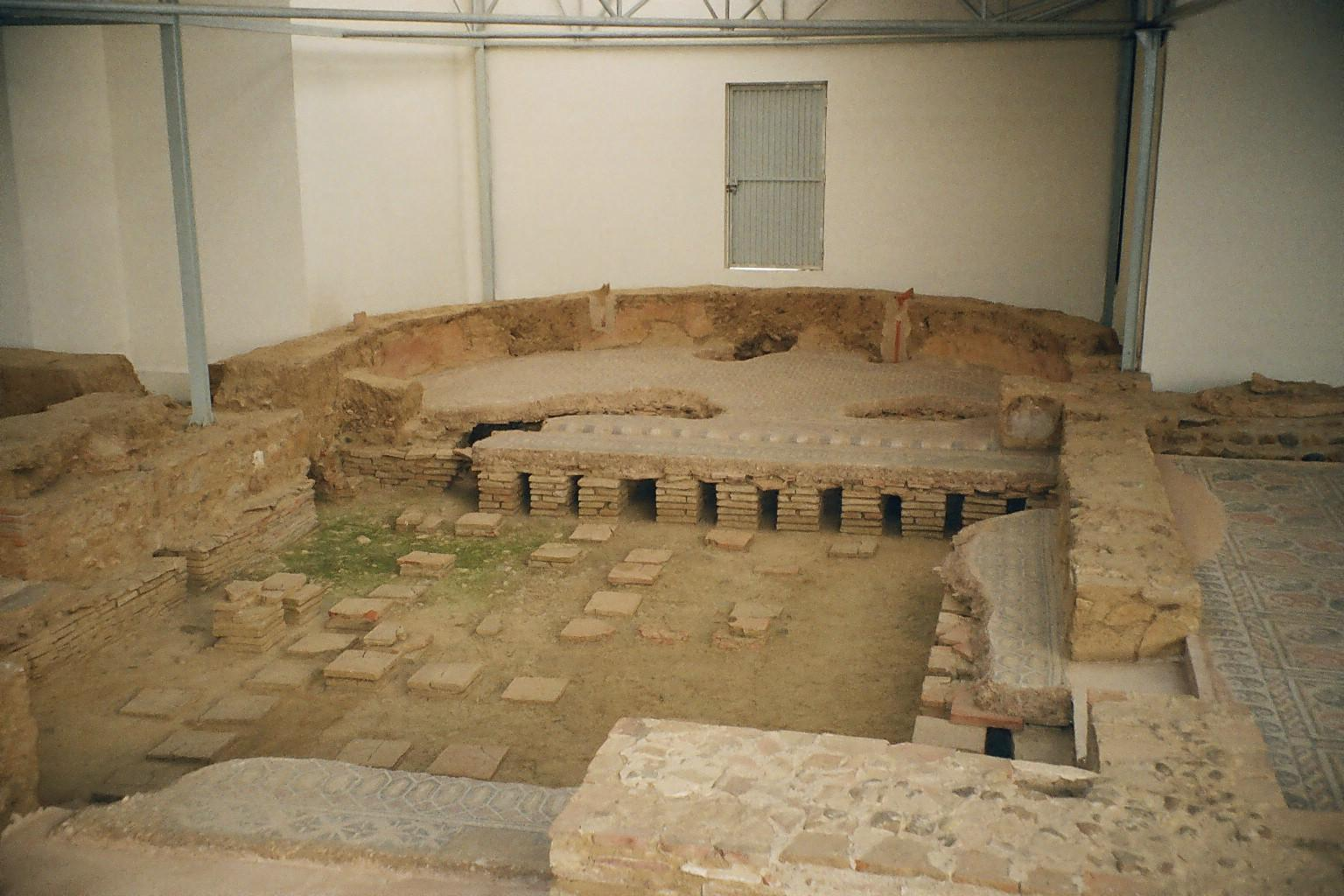
Ruiner av en hypokaust under en romersk villa.

Hypokaust (hypocaustum) är ett centralvärmesystem som började användas under antiken. Ordet betyder "värme underifrån", från grekiskans hypo ("nedan/därunder") och kaiein ("brinna/elda"). 
Hypokaust uppfanns av grekerna på 200-talet f.Kr. och utvecklades av romarna, för att sedan spridas över Europa. Längst ner i byggnaden fanns en vedeldad ugn (praefurnium). Därifrån spreds den varma röken under dubbla golv och via rökkanaler i väggarna. Rika romare installerade hypokaust i sina villor, särskilt i de nordligare provinserna, och deras offentliga badinrättningar (termer) uppvärmdes på detta sätt.